# Ejnar Hertzsprung

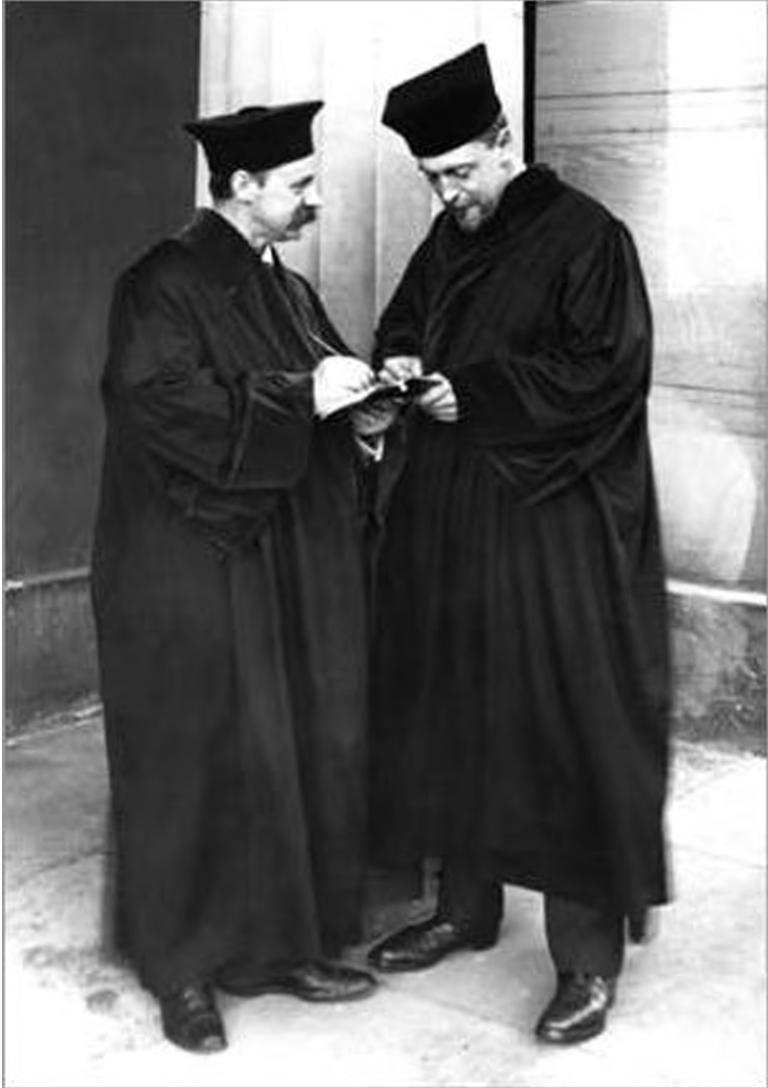
Ejnar Hertzsprung (rechts) und Karl Schwarzschild

Ejnar Hertzsprung (* 8. Oktober 1873 in Frederiksberg; † 21. Oktober 1967 in Roskilde) war ein dänischer Astronom. Er gilt als einer der Wegbereiter der modernen Astrophysik; er ist einer der Namensgeber des Hertzsprung-Russell-Diagramms sowie weiterer Objekte.

## Leben
Nach einem 1898 abgeschlossenen Chemiestudium arbeitete Hertzsprung mehrere Jahre in Sankt Petersburg. 1901 ging er nach Leipzig, um bei Wilhelm Ostwald Grundkenntnisse der Photochemie zu erwerben. 1902 kehrte er nach Dänemark zurück und wandte sich ersten astronomischen Studien zu, an der Universität Kopenhagen und am privaten Urania-Observatorium in Frederiksberg. 1905 und 1907 veröffentlichte er heute klassische Artikel „Zur Strahlung der Sterne“ über seine Versuche, die Lichtstärke von Sternen anhand ihrer Spektren auszumessen.
Karl Schwarzschild wurde auf das junge Talent aufmerksam und vermittelte ihm 1909 eine außerordentliche Professur an der Universität Göttingen. Kurz darauf wechselte Schwarzschild als Direktor an das Astrophysikalische Observatorium in Potsdam und nahm Hertzsprung als Observator mit. 1916 verstarb Schwarzschild; zusätzlich waren die Forschungsmöglichkeiten für einen Ausländer in Deutschland während des Ersten Weltkrieges zunehmend eingeschränkt. So wechselte Hertzsprung 1919 an die Universitätssternwarte Leiden (Niederlande), deren Leitung er von 1935 bis 1944 innehatte.
Im letzten Kriegsjahr kehrte der nun 71-Jährige nach Dänemark zurück. Er lebte in Tølløse (heute Holbæk Kommune), wenige Kilometer vom Observatorium Brorfelde entfernt.

## Werk und Bedeutung
Hertzsprung hat mit seiner Forschung wichtige Beiträge zur Entwicklung der modernen Astrophysik geleistet. Bereits 1905 definierte er mit der absoluten Helligkeit ein Maß für die Leuchtkraft eines Sterns. Außerdem entdeckte er, dass bei Sternen gleicher Oberflächentemperatur Riesensterne und Zwergsterne auftreten können, womit er ein Klassifizierungsmerkmal schuf. 1909 arbeitete Hertzsprung an Oberflächentemperatur-Leuchtkraft-Beziehungen. Um die Frage zu klären, ob es kalte und heiße leuchtkräftige Sterne gibt, entwickelte er ein Temperatur-Leuchtkraft-Diagramm. 1911 entdeckte Hertzsprung geringe Helligkeitsschwankungen des Polarsterns, womit er ihn den Delta-Cepheiden (Sterne mit periodischem Wechsel der Helligkeiten) zuordnen konnte.
1913 gelang ihm die erste Entfernungsbestimmung zu Cepheiden in der Kleinen Magellanschen Wolke. Zusammen mit der Perioden-Leuchtkraft-Beziehung von Henrietta Swan Leavitt konnten so auch erstmals Entfernungen zu weiter entfernt liegenden Cepheiden in anderen Galaxien bestimmt werden. Die berechnete Entfernung zur Kleinen Magellanschen Wolke von etwa 3.000 Lichtjahren war jedoch fehlerhaft. Wir wissen heute, dass die Kleine Magellansche Wolke etwa 70 Mal weiter entfernt ist. Dennoch handelt es sich bei der damaligen Entfernungsbestimmung um eine wichtige astrophysikalische Pioniertat.
Ebenfalls 1913 erfuhr sein Temperatur-Leuchtkraft-Diagramm durch Henry Norris Russell eine Überarbeitung und angemessene Publikation (Hertzsprung-Russell-Diagramm, HRD). 1915 widmete sich Hertzsprung den Doppelsternen, zu deren Beobachtung er ein fotografisches Präzisionsverfahren entwickelte. Dabei entdeckte Hertzsprung auch den Asteroiden (1702) Kalahari und den erdnahen Amor-Asteroiden (1627) Ivar, den er nach seinem verstorbenen Bruder benannte. Außerdem fand er eine Beziehung zwischen Masse und Leuchtkraft, die er 1919 in allgemeiner Form für die Hauptreihensterne des HRD formulierte.
Seit 1921 war er auswärtiges Mitglied der Königlich Niederländischen Akademie der Wissenschaften (KNAW). 1927 wurde er in die American Academy of Arts and Sciences gewählt, und 1929 wurde er mit der Goldmedaille der Royal Astronomical Society ausgezeichnet. 1937 erhielt er die Bruce Medal. Im Dezember 1938 wurde er korrespondierendes Mitglied der Académie des sciences in Paris. 1941 wurde er in die American Philosophical Society aufgenommen.
Zu seinen Ehren erhielt ein 1935 entdeckter Asteroid den Namen (1693) Hertzsprung. Ebenfalls nach ihm ist der Mondkrater Hertzsprung benannt.